# 定西堡子坪遗址
定西堡子坪遗址，位于中国甘肃省定西市安定区，为一个省级文物保护单位，类型为古遗址。
定西堡子坪遗址的历史年代为新石器时代。